# 行方パーキングエリア
行方パーキングエリア（なめがたパーキングエリア）は、茨城県行方市において事業中の東関東自動車道のパーキングエリア (PA) である。名称は仮称である。

## 概要
東関東自動車道は、潮来IC〜鉾田IC間が開通し、全線開通となると、佐原PAから茨城町JCT方面は北関東自動車道もしくは常磐自動車道に入る迄、1箇所も休憩施設がない状況となってしまうことから、途中の休憩施設の整備の必要性が指摘されており、2020年（令和2年）8月28日に開催された事業連絡調整会議（第2回）では、潮来行方IC - 行方IC間の行方市域が休憩施設の新設地の設置候補箇所として挙げられた。
さらに、2020年（令和2年）12月24日に開催された事業連絡調整会議（第3回）では休憩施設の設置候補箇所が2箇所に迄絞り込まれ、事業連絡調整会議（第4回）（2021年（令和3年）9月16日開催）では、設置位置に関して、高速道路の休憩施設に加えて、地域振興施設の併設を見据えた総合的な観点から2箇所の設置候補箇所を比較し、行方市青沼地先の茨城県道・千葉県道2号水戸鉾田佐原線との交差箇所に設置されることとなった。
なお、本PAの設置が決定した場所は、佐原PAから約20km、常磐自動車道の友部SAから約43kmの位置とされている。開業した際はSA・PAとしては東関東道では茨城県内最初の開通で唯一の開業となる。

## 施設
PAの整備形態は未定であるが、地域振興施設併設型を基本に検討されている。道路利用者の利便性の向上や整備コスト、防災機能の確保等のほか、農産物等の地域資源が有効活用される等、地域振興のより一層促進される拠点になるよう地域振興施設との併設が見据えられている。

## 隣
E51 東関東自動車道
潮来行方IC（事業中） - 行方PA（仮称・事業中） -  行方IC（事業中）